# Tratado de Perpiñán (1473)

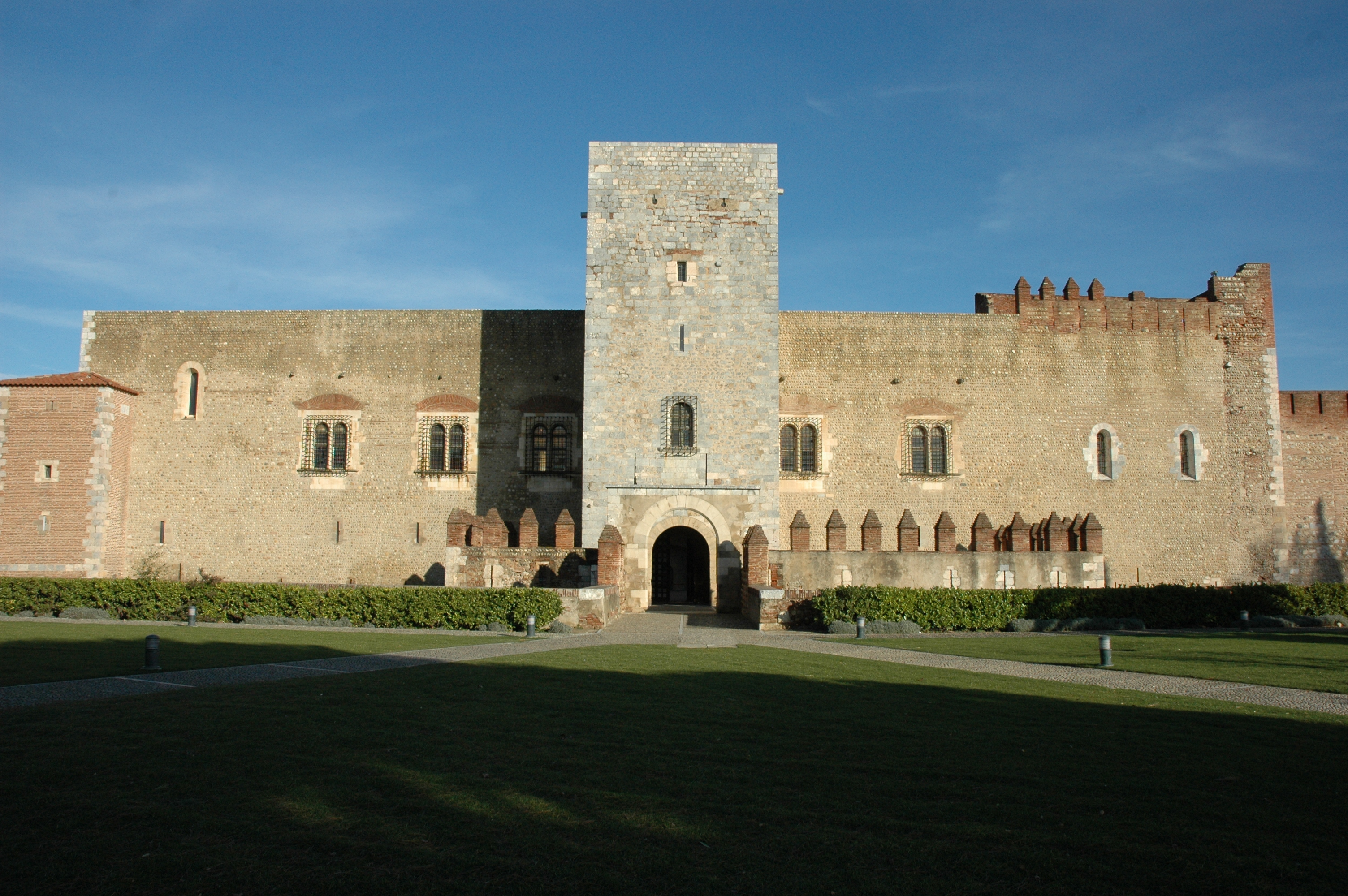
Palacio de los Reyes de Mallorca de Perpiñán. A esta ciudadela se retiraron las tropas de Luis XI de Francia cuando la ciudad se rebeló contra él reconociendo como su único señor a Juan II de Aragón, que entró en la ciudad el 1 de febrero de 1473.

El tratado de Perpiñán de 1473 fue un tratado de paz firmado en Perpiñán el 17 de septiembre de ese año entre los representantes de Luis XI de Francia y de Juan II de Aragón que puso momentáneamente fin al conflicto por la posesión de los condados de Rosellón y de Cerdaña volviendo en gran medida a lo establecido en el Tratado de Bayona de 1462 ―se reconocía la soberanía de Juan II sobre los condados pero este no podría ejercer su autoridad sobre ellos hasta que no satisficiera el pago a Luis XI de 300 000 escudos por la ayuda militar que le había prestado en los inicios de la guerra civil catalana, especialmente en la liberación del asedio de la Força Vella de Gerona―.

## Antecedentes
Nada más entrar en Barcelona el 17 de octubre de 1472, poniendo fin así a la guerra civil catalana, el rey Juan II de Aragón ordenó a su ejército que se dirigiera al Ampurdán para desde allí intentar recuperar los condados de Rosellón y de Cerdaña que estaban en poder de Luis XI de Francia. Inmediatamente después convocó a las Cortes de Cataluña para que, además de afrontar los graves problemas económicos de Cataluña tras diez años de guerra civil, aportaran los recursos necesarios para la campaña del Rosellón. En la convocatoria se había establecido que la inauguración de las Cortes tendría lugar en Barcelona el 15 de enero de 1473, pero se tuvo que retrasar porque el rey Juan II acudió en ayuda de Perpiñán que se había sublevado contra Luis XI. A finales de enero franqueó los Pirineos y el 1 de febrero hacía su entrada en Perpiñán, mientras la guarnición francesa se refugiaba en la ciudadela de la villa. El resto de localidades rosellonesas siguieron el ejemplo de la capital, por lo que solo quedó en manos de Luis XI, además de la ciudadela perpiñanesa, los castillos de Salses, Colliure y Bellaguarda.
Juan II decidió entonces trasladar las Cortes a Perpiñán y la inauguración definitiva tuvo lugar en esa ciudad, pero a causa del asedio de las tropas francesas al mando de Felipe II de Saboya, señor de Bresse, iniciado el 21 de abril, tuvieron que trasladarse nuevamente a Barcelona. El 19 de junio los sitiadores intentaron el asalto de la ciudad pero fracasaron y cinco días después levantaban el cerco ante la inminente llegada de un ejército de socorro al mando del príncipe Fernando que se había desplazado desde Castilla nada más conocer la angustiosa situación de su padre sitiado en Perpiñán. El 14 de julio se firmaba una tregua de dos meses y medio entre Felipe de Saboya y Juan Ramón Folch III de Cardona, conde de Prades, en nombre de Juan II, quien como no se fiaba del Luis XI decidió permanecer en Perpiñán, mientras su hijo Fernando regresaba a Castilla. Y en efecto el rey aragonés no se equivocaba porque Luis XI envió un ejército de refuerzo al mando de Louis de Crussol que junto con el de Felipe de Saboya intentaron tomar Argelés, el puerto de abastecimiento de Perpiñán, pero fueron rechazados por un ejército de Juan II al mando de Beltrán de Armendáriz en Palau-del-Vidre. Como consecuencia de este revés se puso fin a las hostilidades con la firma del Tratado de Perpiñán el 17 de septiembre de 1473.

## El tratado
En el tratado se volvía a los términos de lo acordado en el Tratado de Bayona de 1462 por lo que en él se reconocía la soberanía de Juan II sobre los condados pero este no podría ejercer la autoridad sobre ellos hasta que no satisficiera el pago de 300 000 escudos por la ayuda militar que el rey de Francia le había prestado en los inicios de la guerra civil catalana, especialmente en la liberación del asedio de la Força Vella. Se le daba un plazo de un año para el pago de esa cantidad y durante ese tiempo el mando de los condados correría a cargo de un gobernador elegido por el rey francés entre diez candidatos propuestos por el rey aragonés. En cuanto a las fortalezas se acordó que serían regidas por un capitán general nombrado por el rey aragonés entre cuatro candidatos presentados por el rey francés.
Jaume Vicens Vives cuestiona la afirmación del historiador Joseph Calmette de que el tratado de Perpiñán de 1473 fue un «desquite» de Juan II. «Podríamos utilizar esta palabra si el monarca aragonés hubiera podido rescatar íntegramente su soberanía en los condados», pero el tratado «no fue, en la mente de Luis XI, más que un eventual instrumento de tregua mientras no se despejara el horizonte diplomático del Norte de Francia [ su enfrentamiento con el duque de Borgoña Carlos el Temerario ]. Luego volvería a la carga para realizar sus propósitos pirenaicos». En cuanto a Juan II, Vicens Vives afirma que al aceptar el tratado, «reconocía que no se hallaba en condiciones de restaurar la plenitud de sus derechos en Rosellón y Cerdaña por el único medio que aceptaría su rival: la fuerza. Su aparatosa entrada en Barcelona en octubre de 1473, realizada, según ciertas versiones, en el carro triunfal de los héroes, no correspondía a una victoria que no se había producido».

## Consecuencias
A principios de 1474 Luis XI empezó a concentrar un ejército en el Languedoc para apoderarse de los condados de Rosellón y de Cerdaña y se negó a recibir personalmente a los embajadores del rey Juan II que habían sido enviados a la corte francesa precisamente para que renunciara definitivamente a sus pretensiones sobre los condados sin esperar a cambio el pago de los 300 000 escudos acordados en el Tratado de Perpiñán. El 14 de junio de 1474, tres meses antes de que se cumpliera el plazo de un año establecido en el tratado de Perpiñán, las tropas de Luis XI cruzaron la frontera y se adentraron en el Rosellón. La invasión no pilló a Juan II desprevenido ya que desde finales de febrero de 1474 había comenzado a preparar la defensa de los condados desde el vecino Ampurdán y en mayo había obtenido de las Cortes catalanas, que habían reanudado sus sesiones en Barcelona el 21 octubre del año anterior, un fondo de 350 000 libras.

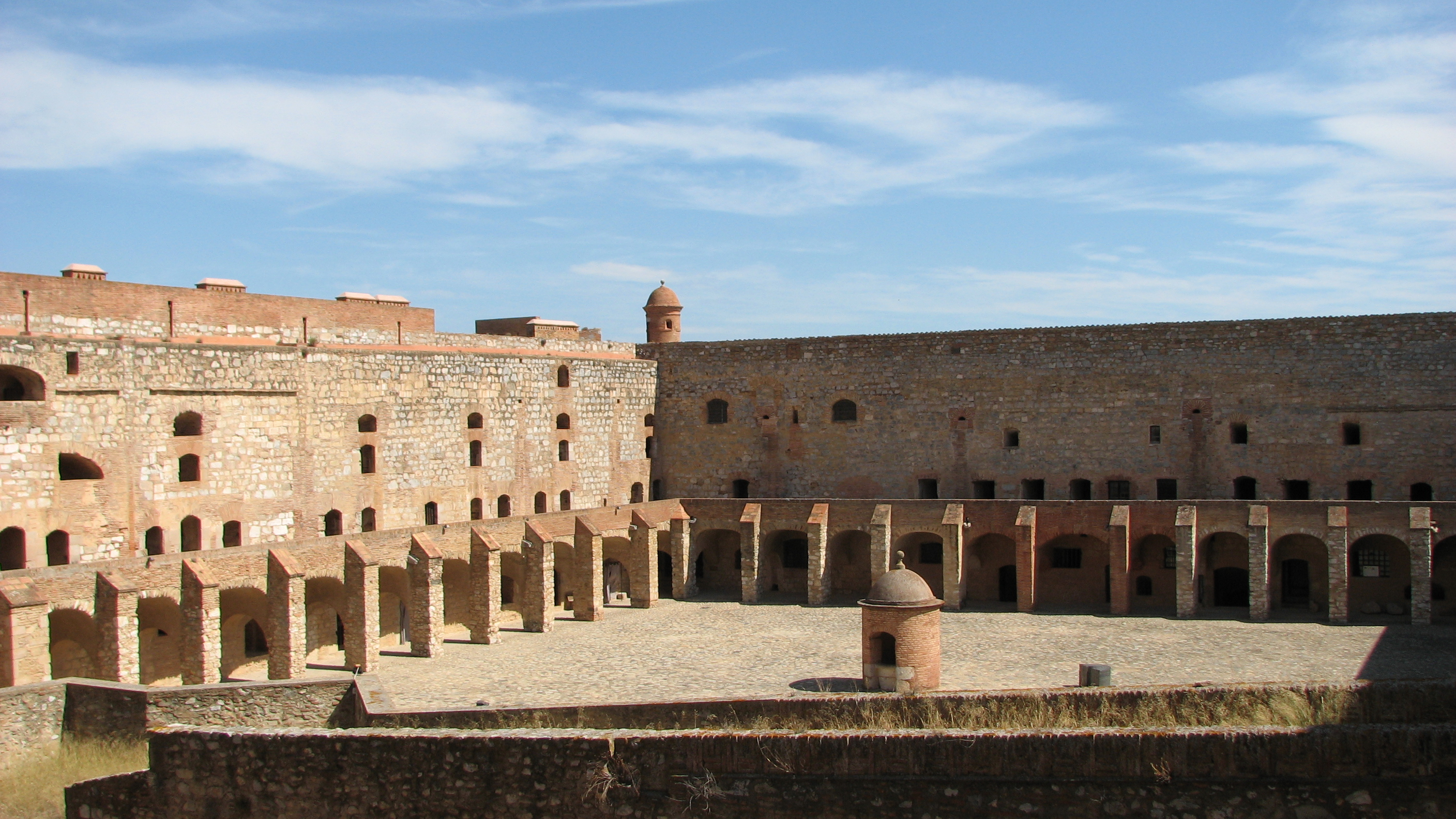
Patio interior del castillo de Salses, última fortaleza rosellonesa que permaneció en poder de Juan II de Aragón.

El plan de ataque del ejército invasor era apoderarse de todos los puertos roselloneses, para impedir el abastecimiento de Perpiñán, y de los pasos pirenaicos, para impedir la llegada de un ejército de socorro desde el resto de Cataluña. Así en las dos primeras semanas tomaron Argelés y Canet de Roselló, en la costa mediterránea, y Ceret en los Pirineos. Ante la gravedad de la situación Juan II, muy enfermo en aquellos momentos, promulgó el 19 de junio el usatge Princeps namque que suponía la movilización de todos los hombres de armas del principado.
El 1 de noviembre penetró en el Rosellón un nuevo ejército francés que se dirigió inmediatamente a Elna para reforzar el ataque al que ya estaba siendo sometida. La ciudad capituló el 5 de diciembre. Sus defensores, encabezados por Bernat d’Olms fueron llevados prisioneros a la ciudadela de Perpiñán donde fueron ejecutados acusados de traición. Poco después los ejércitos de Luis XI comenzaron el asedio de Perpiñán atacada también desde la ciudadela. La última esperanza que le quedaba a Juan II era que su hijo Fernando, que acababa de ser aclamado como rey de Castilla el 2 de enero de 1475 tras la muerte del rey Enrique IV de Castilla tres semanas antes, pudiera acudir con un ejército, pero el estallido de la guerra de sucesión Ccastellana se lo impidió. Perpiñán, que resistió de forma heroica encabezada por su cónsul Joan Blanca, acabó rindiéndose el 10 de marzo de 1475. El 2 de abril se firmó una tregua de seis meses. Vencida la tregua el ejército de Luis XI en febrero de 1476 se apoderó del castillo de Salses, la última fortaleza rosellonesa que todavía estaba en poder de Juan II.
Juan II, falto de recursos no pudo recuperar los condados de Rosellón y Cerdaña. Tuvo que ser su hijo Fernando II el Católico el que lo consiguiera mucho tiempo después, mediante el Tratado de Barcelona de 1493.